# MangaX
『MangaX (マンガックス）』とは、株式会社MAGIAが提供していたオリジナル無料漫画サイト。2019年に閉鎖された。

## 概要
特徴として全話無料のオリジナル漫画をPCとスマートフォンから観れる形で配信していた。
作品のジャンルは幅広く本格的なSF作品からBL作品まであり、様々な読者層をターゲットとしていた。
日本国内だけではなく中国、韓国などから漫画を集めて掲載していた。

## 主な掲載作品
| タイトル             | 作者             |
| -------------------- | ---------------- |
| 雛蜂                 | 白猫sunny        |
| 鎮魂街               | 許辰             |
| 天人統一             | 子諾爺           |
| A.D.A                | N.G              |
| 大明捕快             | 陳正Johnchen     |
| 罪の子               | かいい           |
| STINGER              | 藤田ヤスタカ     |
| 流放地               | 暁解             |
| MADMEN               | Snowman Notes    |
| 君は僕を見ていない   | めぐり都依       |
| WARUGINIA SPACE★IDOL | 橋浦健太         |
| 屋根の上のラフテー   | ナカガー         |
| 定風波               | 林家楊           |
| 服従しないと……       | 緋小月           |
| タアロア             | Chleo            |
| エクイテス           | FLY              |
| Welcome to dietroit  | Inktrashing      |
| Vestige              | Cacoethic        |
| 千夏の森             | 魚焼             |
| Warm coffee          | ナニン           |
| 占星物語             | 黎木             |
| Planetary Ring       | うみ             |
| 化神                 | 川崎プリン       |
| Patricia             | VB               |
| 夏のない年           | 教育局局長       |
| Fallens              | ZOU              |
| ドリームノーツ       | おおしまやすゆき |